# Chad Michaels
Chad Michaels es una drag queen estadounidense e imitador profesional de Cher. Fue subcampeona de la cuarta temporada de RuPaul's Drag Race y ganadora de la primera temporada de RuPaul's Drag Race: All Stars.

## Primeros años
Michaels creció en San Diego. En sus inicios era conocido por su nombre drag "Brigitte Love". Michaels escogió actuar bajo su nombre propio después de trabajar en "Un Anochecer en La Jaula" en Las Vegas, el cual requirió a las drag queens utilizar en el escenario nombres masculinos.

## Filmografía

### Películas
| Año  | Título       | Función |
| ---- | ------------ | ------- |
| 2011 | Bamboo Shark | Cher    |

### Televisivo
| Año     | Título                        | Función           | Notas |
| ------- | ----------------------------- | ----------------- | --- |
| 2002    | Mad TV                        | Imitación de Cher | Temporada 7, Episodio 15 |
| 2003    | E! True Hollywood Story: Cher | Él mismo          | |
| 2007    | Women's Murder Club           | Glenn Whitney     | Episodio 9 |
| 2009    | Kath & Kim                    | Imitación de Cher | Episodio 16: "Bachelorette" |
| 2011    | Top Gear                      | Imitación de Cher | Temporada 17, Episodio 3 |
| 2012–18 | RuPaul's Drag Race            | Drag              | - Participante (Temporada 4) - Invitada (Temporada 8, Episodio 1: "Manteniéndolo 100!") - Invitada (Temporada 10, Episodio 8: "El No autorizado Rusical") |
| 2012    | Premios NewNowNext            | Drag              | |
| 2012    | RuPaul's Drag U               | Drag              | |
| 2012    | RuPaul's Drag Race: All Stars | Drag              | Ganadora |
| 2015    | Jane the Virgin               | Imitación de Cher | |
| 2015    | 2 Broke Girls                 | Imitación de Cher | |
| 2020    | AJ and the Queen              | Imitación de Cher | Episodio 4: "Louisville" |

| Predecesora: - | Ganadora de RuPaul's Drag Race: All Stars 2012 | Sucesora: Alaska |